# Zonenzeit
Eine Zonenzeit (englisch zone time, standard time) ist das einer Zeitzone zugeordnete Zeitsystem. Eine oder mehrere (in Ländern großer West-Ost-Ausdehnung) Zonenzeiten dienen den Staaten als gesetzliche Zeit.

## Zonenzeiten und politisch definierte Zeitzonen

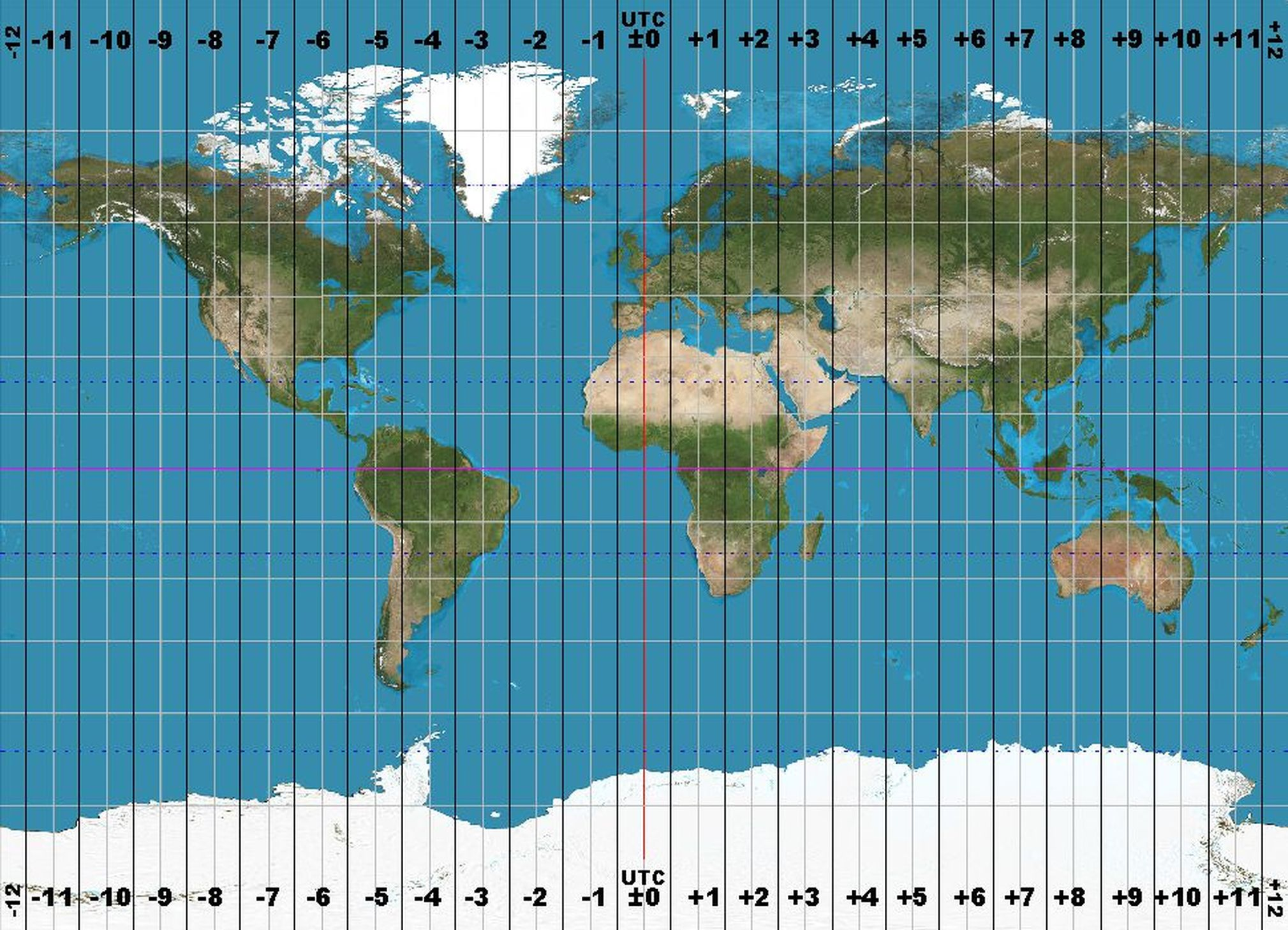
Weltkarte mit als Kugelzweiecken geometrisch definierten Zeitzonen zwischen je zwei schwarz gezeichneten Längengraden. In der verwendeten Kartenprojektion haben die Zeitzonen die Form gleich breiter Streifen. Die hell gezeichneten vertikalen Linien in der jeweiligen Zonenmitte sind die Bezugsmeridiane.

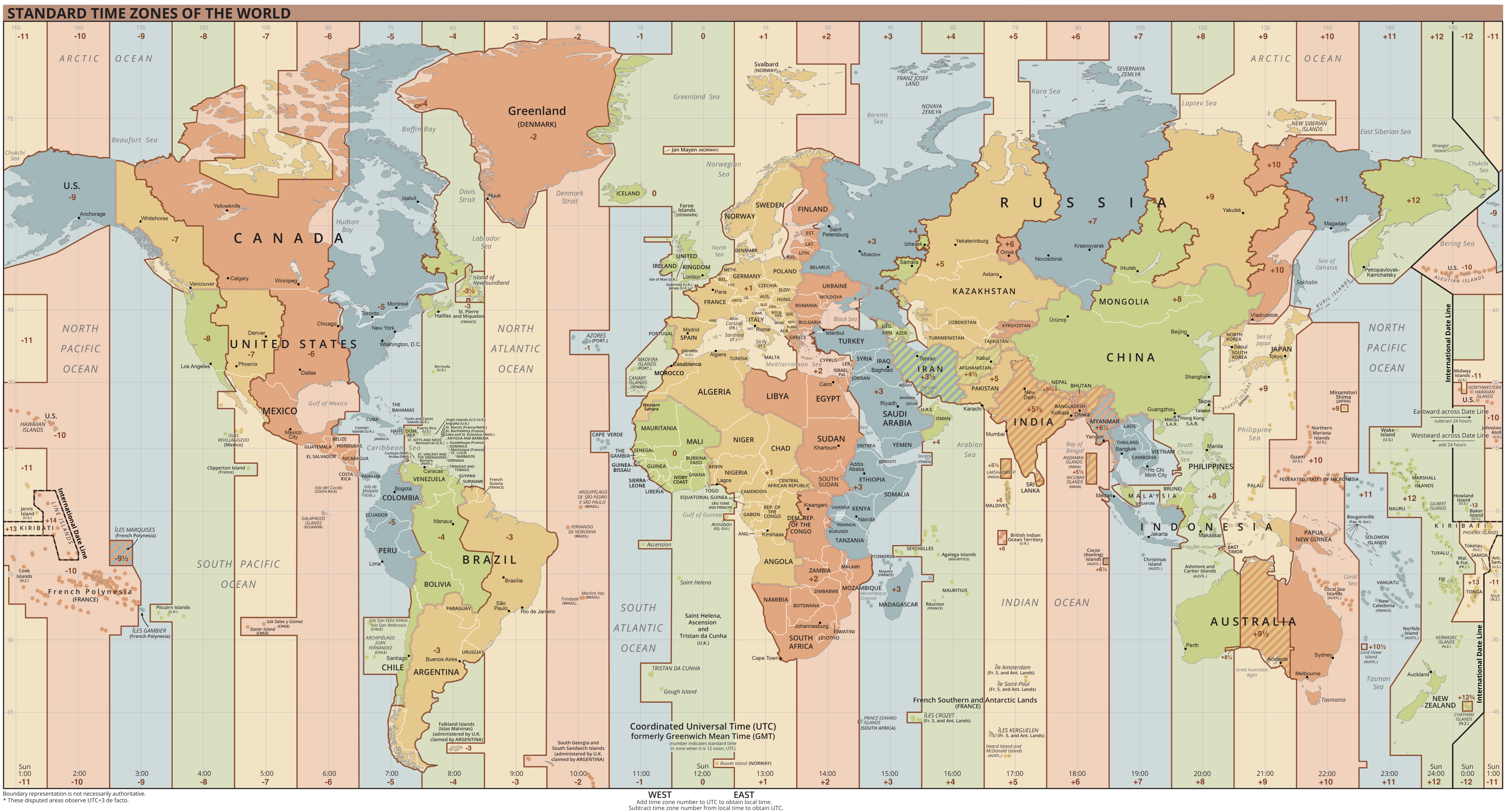
Die politisch definierten Zeitzonen weichen zum Teil stark von den geometrisch definierten Zeitzonen (erkennbar nur in den Polargebieten und in den Ozeanen) ab. Die verwendete Kartenprojektion ist die gleiche wie oben.

Für das gesellschaftliche Leben innerhalb eines größeren Gebietes auf der Erdoberfläche ist die Anwendung einer gemeinsamen Uhrzeit von Vorteil.  In einem simplen geometrischen Lösungsansatz wird die Erdoberfläche in Zeitzonen eingeteilt. Der Unterteilung des Tages in 24 Stunden entsprechend sind 24 Zeitzonen vorgesehen, je mit einem Bezugsmeridian, dessen Längengrad ein ganzes Vielfaches von 15 ist (360°⁄24 = 15°). Die mittlere Sonnenzeit des Bezugsmeridians ist die entsprechende Zonenzeit. Die 24 Zonenzeiten unterscheiden sich somit von der mittleren Sonnenzeit in Greenwich (Greenwich Mean Time) um eine ganze Anzahl Stunden. In moderner, u. a. gesetzlicher Definition werden die Zonenzeiten auf die Koordinierte Weltzeit (Zeitzone UTC±0) bezogen, von der die Greenwich Mean Time zeitweise bis 0,9 Sekunden abweichen kann (siehe Schaltsekunde).
Die im geometrischen Ansatz gleich breiten und mit Meridianen begrenzten Zonen (Kugelzweiecke) berücksichtigen allerdings keine politischen, geographischen, wirtschaftlichen, sozialen oder sonstigen Gesichtspunkte und sind daher nicht als tatsächliche Zeitzonen praktikabel. Durch die Wahl einer oder mehrerer Zonenzeiten als gesetzliche Zeit in Staaten und anderen Territorien ergeben sich Zeitzonen, die nicht Längengrade, sondern ausgefranste Staatsgrenzen und innerstaatliche Grenzen als Ränder haben. Sie können stark von den geometrisch definierten Zeitzonen abweichen und auch unterbrochen sein. So ist z. B. die Zeitzone der Mitteleuropäischen Zeit (MEZ) durch deren Wahl als gesetzliche Zeit in Spanien und Frankreich nach Westen ausgebeult. Einige Zeitzonen sind unterbrochen, z. B. in Asien, da in ganz China anstatt fünf Zonenzeiten nur die Peking betreffende Zonenzeit gesetzliche Zeit ist. Das zugrunde liegende, am Sonnenstand orientierte Ordnungssystem ist deutlich nur in den internationalen Gewässern, wo die Grenzen der realen Zeitzonen weitgehend den Grenzen der geometrisch definierten Zeitzonen folgen, zu erkennen.
Einige wenige Länder haben nicht eine der 24, sich von der UTC±0 um eine ganze Anzahl von Stunden, sondern um eine zusätzliche halbe oder viertel Stunde unterscheidende gesetzliche Zeit. Beispiele hierfür sind Iran, Indien, Nepal, der australische Bundesstaat South Australia und das australische Bundesterritorium Northern Territory.
Viele Staaten haben außerdem mit der Sommerzeit eine zeitweilig abweichende gesetzliche Zeit.

## Umrechnung zwischen Zonenzeiten
Die Zeitverschiebung zwischen zwei Zonenzeiten ist die Differenz der in ihren Bezeichnungen zur UTC (Koordinierte Weltzeit) angegebenen Verschiebungen.
Beispiel: Zwischen Japan (UTC+9) und Finnland (UTC+2) ist die Zeitverschiebung +7 Stunden: (+9) − (+2) = (+7).
Bei sehr flächengroßen Ländern wie den USA, Kanada oder Russland bestehen auch innerhalb des Landes Zeitverschiebungen.
Beispiel: Zwischen Moskau (UTC+3) und Kamtschatka (UTC+12) ist die Zeitverschiebung −9 Stunden.

## Umrechnung zwischen Zonenzeit und Sonnenzeit

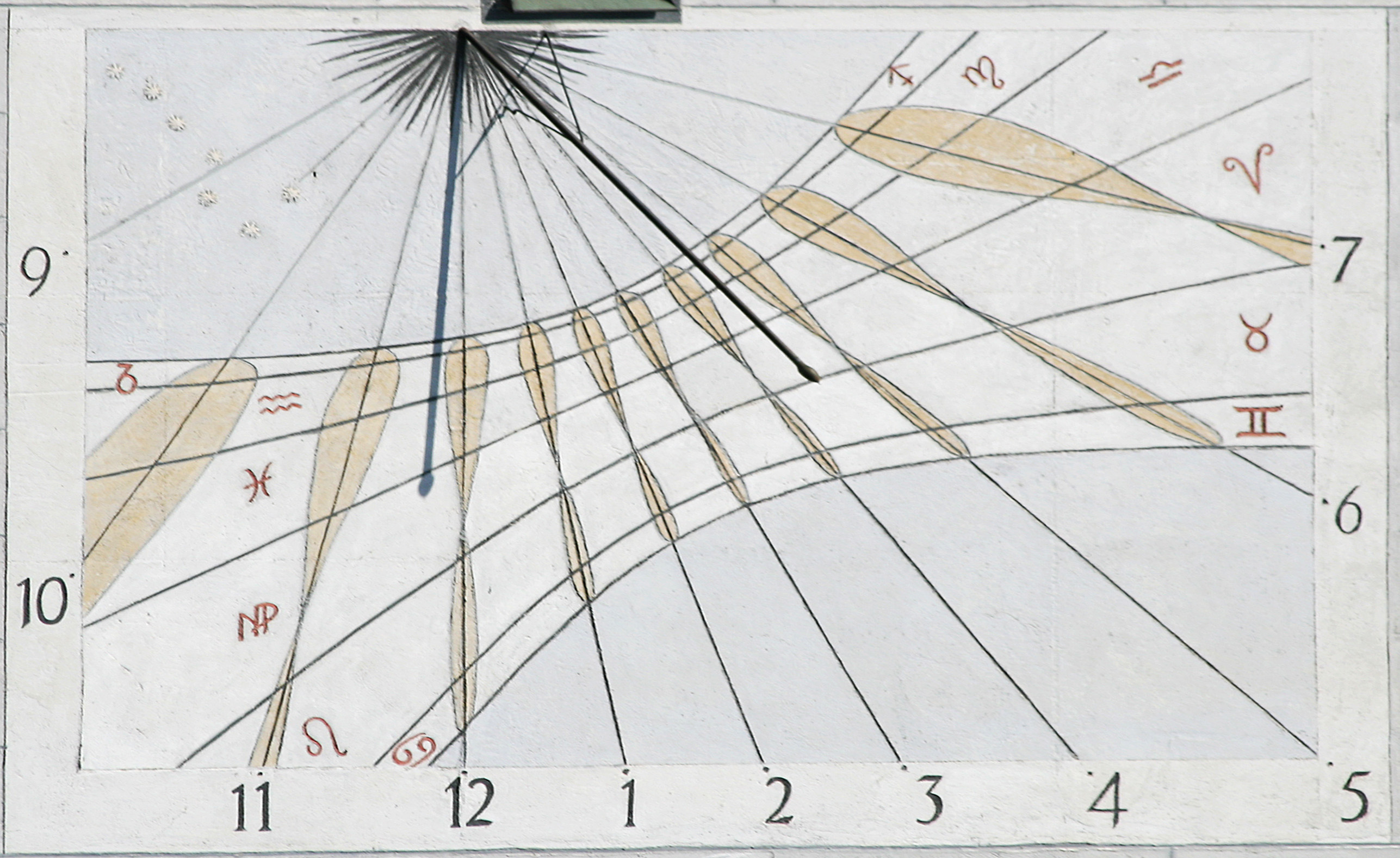
Wandsonnenuhr mit zusätzlichen analemmaförmigen Stundenmarkierungen, die das Ablesen der gleichmäßig ablaufenden Zeit bei vollen Stunden (mittlere Ortszeit MOZ) ermöglichen

Die wahre Sonnenzeit ist unmittelbar vom scheinbaren Lauf der Sonne (der wahren Sonne) abgeleitet. Bei ihr ist täglich 12 h, wenn die Sonne genau im Süden (auf der Südhalbkugel im Norden) steht.
Da die Bahn der Erde um die Sonne aber nicht genau ein Kreis, sondern eine Ellipse ist und weil die Drehachse der Erde nicht senkrecht auf ihrer Bahn um die Sonne steht und sich ihre Richtung im Weltall nicht ändert, gibt es jahreszeitliche Schwankungen der scheinbaren  Himmels-Bewegung der Sonne und damit der wahren Sonnenzeit (oder wahren Ortszeit WOZ). Die z. B. von einer Sonnenuhr angezeigte wahre Sonnenzeit geht der gleichmäßig vergehenden Zeit mit etwa 16 Minuten im November maximal vor und mit etwa 14 Minuten im Februar maximal nach.
Man definiert eine von einer künstlichen bzw. mittleren  Sonne abgeleiteten mittlere Sonnenzeit (oder mittlere Ortszeit MOZ). Diese ist aber wie die wahre Sonnenzeit vom Längengrad des Ortes, an dem sie benutzt wird, abhängig. Die jahreszeitlich unterschiedliche Verschiebung zwischen wahrer und mittlerer Sonnenzeit wird als Zeitgleichung bezeichnet. Die Zonenzeit ist die mittlere Sonnenzeit auf dem Bezugsmeridian der Zeitzone.
Damit ergeben  sich innerhalb einer Zeitzone mehrere Zeitverschiebungen, abhängig vom Längengrad des Ortes und vom Jahresdatum, z. B. für Hamburg am 15. November:
- Zeitverschiebung zwischen wahrer Sonnenzeit und mittlerer Sonnenzeit:

15. November: Zeitgleichung = +15 min (die wahre ist der mittleren Sonnenzeit 15 Minuten voraus)
- Zeitverschiebung zwischen Zonenzeit MEZ (λ=15°) und mittlerer Sonnenzeit:

λ=10° in Hamburg: (15° − λ) · 4 min/° = +20 min (die MEZ ist der mittleren Sonnenzeit 20 Minuten voraus),
- Zeitverschiebung zwischen MEZ und wahrer Sonnenzeit:

Zeitverschiebung zwischen Zonenzeit MEZ (λ=15°) und mittlerer Sonnenzeit
minus Zeitverschiebung zwischen wahrer Sonnenzeit und mittlerer Sonnenzeit
20 Minuten − 15 Minuten  = +5 min (die MEZ ist der wahren Sonnenzeit 5 Minuten voraus).